# Оланн, Пер Кнут
Пер Кнут Оланн (норв. Per Knut Aaland; род. 5 сентября 1954, Стрюн, Согн-ог-Фьюране) — норвежский лыжник, призёр Олимпийских игр и этапов Кубка мира.
В Кубке мира Оланн дебютировал в 1982 году, в феврале 1983 года впервые попал в тройку лучших на этапе Кубка мира. Всего имеет на своём счету 3 попадания в тройку лучших на этапах Кубка мира. Лучшим достижением Оланна в общем итоговом зачёте Кубка мира является 16-е место в сезоне 1982/83.
На Олимпиаде-1976 в Инсбруке стал 6-м в гонке на 50 км.
На Олимпиаде-1980 в Лейк-Плэсиде завоевал серебро в эстафете, кроме того занял 16-е место в гонке на 30 км.